# James Henry Hammond

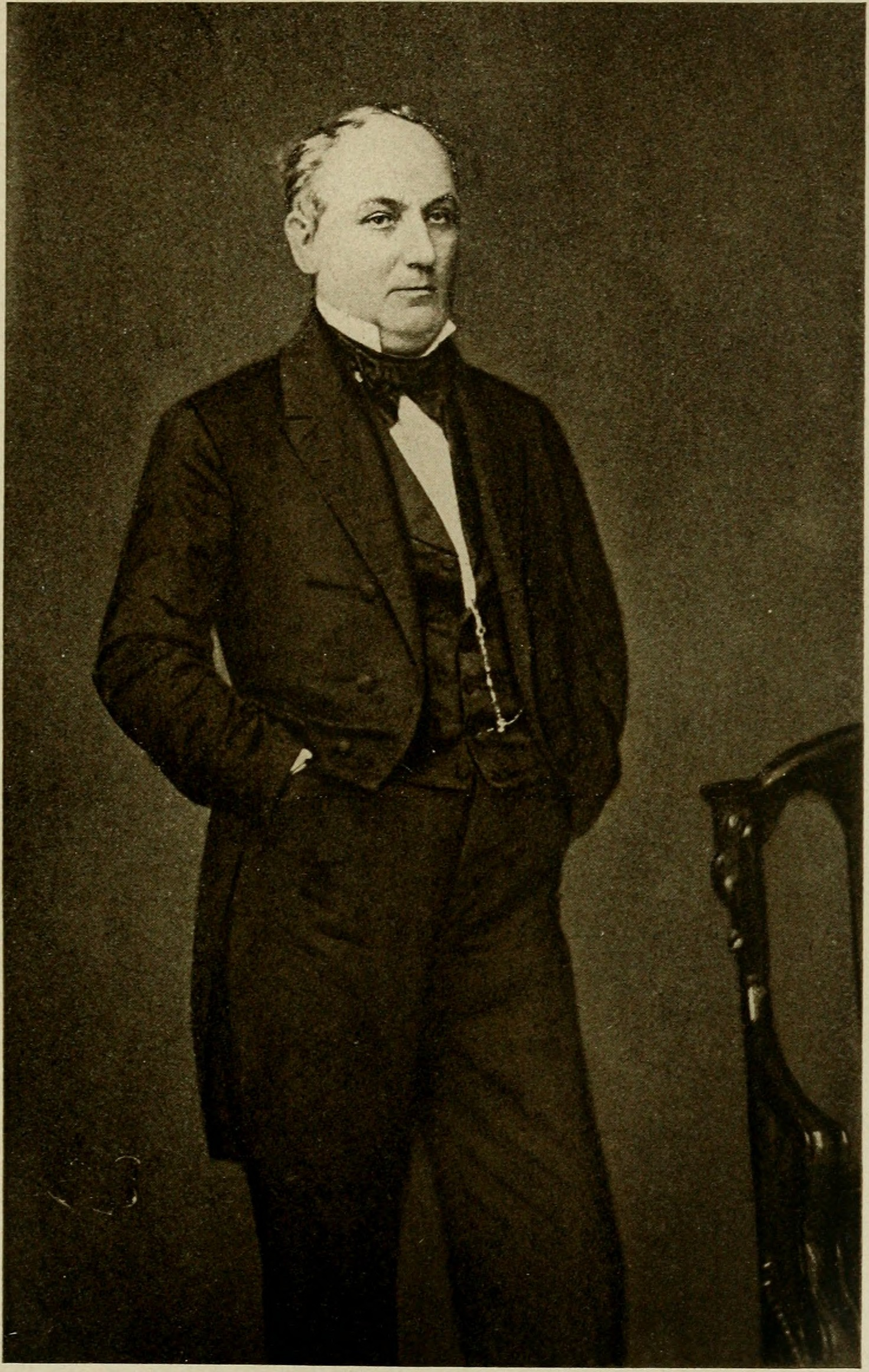
James Henry Hammond

James Henry Hammond (* 15. November 1807 in Columbia, South Carolina; † 13. November 1864 in Beech Island, South Carolina) war ein US-amerikanischer Politiker und von 1842 bis 1844 Gouverneur von South Carolina. Außerdem vertrat er diesen Bundesstaat in beiden Kammern des Kongresses.

## Frühe Jahre
James Hammond besuchte bis 1825 das South Carolina College, die spätere University of South Carolina. Anschließend studierte er Jura. Nebenbei arbeitete er als Lehrer und Zeitungsherausgeber. Seine Zeitung Southern Times unterstützte während der Nullifikationskrise die Interessen South Carolinas gegen die Bundesregierung. Nach seiner Zulassung als Rechtsanwalt im Jahr 1828 eröffnete er in Columbia eine Kanzlei. Im Jahr 1831 zog er auf eine Baumwollplantage am Savannah River um. Hammond war auch Mitglied der Nationalgarde von South Carolina und brachte es dort bis 1841 zum General. Er war sein ganzes Leben lang ein Anhänger der Sklaverei. Seinen Sklaven gegenüber hat er sich oftmals von der negativen Seite gezeigt und auch vor Misshandlungen nicht Halt gemacht. Ebenso hartnäckig trat er für die Rechte der Einzelstaaten gegenüber der Bundesregierung auf.

## Politische Laufbahn
Hammonds politischer Aufstieg begann in den Jahren 1832 bis 1834. Damals gehörte er zu den Vertrauten von Gouverneur Robert Young Hayne. Zwischen 1835 und 1836 war er Abgeordneter im US-Repräsentantenhaus in Washington, D.C. Nachdem er aus gesundheitlichen Gründen von diesem Mandat zurückgetreten war, verbrachte er zwei Jahre in Europa. Nach seiner Rückkehr widmete er sich wieder seiner Plantage. Im Jahr 1840 bewarb er sich erfolglos um das Amt des Gouverneurs von South Carolina.
1842 wurde er dann aber von den Abgeordneten des Parlaments zum Gouverneur gewählt. In seiner zweijährigen Amtszeit förderte er die Bildungspolitik. Sein wichtigstes Anliegen war aber das Verhältnis zu der Bundesregierung. Gleich nach seinem Amtsantritt wurde in Charleston die neue Militärakademie The Citadel eröffnet. Auch in Columbia entstand eine ähnliche Institution. Damit wollte man einerseits eine Konkurrenz zur Militärakademie in West Point schaffen und gleichzeitig mehr Südstaatler zu Offizieren und Soldaten ausbilden. Der Gouverneur legte großen Wert auf diese Akademien, weil er nach einem erneuten Schutzzoll Gesetze der Bundesregierung im Jahr 1842 den Austritt South Carolinas aus der Union für unabwendbar hielt. Anders als 1832 und 1860 konnte er aber im Jahr 1842 dafür keinen großen Rückhalt in South Carolina finden.
Nach Ablauf seiner Amtszeit am 1. Dezember 1844, blieb er auch weiterhin politisch aktiv. Im Jahr 1853 veröffentlichte die Schrift The Pro-Slavery Argument, in der er die Sklaverei verteidigte. Schon 1850 hatte er einen Kongress der Südstaaten in Nashville (Tennessee) besucht, auf dem über die Zukunft des Südens diskutiert wurde. Zwischen 1857 und 1860 war er Mitglied des US-Senats. Nach der Wahl von Abraham Lincoln zum Präsidenten legte er dieses Mandat nieder. Noch im Dezember 1860 erfüllte sich in South Carolina sein lange gehegter Wunsch nach der Abspaltung des Staates von der Union. Er erlebte noch den Ausbruch des Bürgerkrieges und starb im November 1864 auf seiner Plantage „Redcliffe“ im Aiken County. Mit ihm starb einer der Hardliner des alten Südens.